# Zrówieńka górska
Zrówieńka górska (Isophya kraussi) – gatunek górskiego owada prostoskrzydłego z rodziny pasikonikowatych (Tettigoniidae) opisany naukowo z południowych Niemiec. Dawniej była nazywana też zrówieńką Kraussa.
Występuje w Europie Środkowej i Wschodniej. W Polsce jest gatunkiem rzadkim, notowanym w południowej części kraju. Jest związany z terenami trawiastymi. Na Czerwonej Liście Zwierząt Ginących i Zagrożonych w Polsce klasyfikowany jest w kategorii LC (najmniejszej troski).
Gatunki z rodzaju Isophya są w języku polskim określane zwyczajową nazwą zrówieńka.